# Kastningita
La kastningita és un mineral de la classe dels fosfats, que pertany al grup de la laueïta. Rep el nom en honor de Jürgen Kastning (1932 - 5 de gener de 2017), qui va descobrir el mineral, col·leccionista i comerciant de minerals, especialitzat en fosfats.

## Característiques
La kastningita és un fosfat de fórmula química Mn²⁺Al₂(PO₄)₂(OH)₂(H₂O)₆·2H₂O. Va ser aprovada com a espècie vàlida per l'Associació Mineralògica Internacional l'any 1997. Cristal·litza en el sistema triclínic. La seva duresa a l'escala de Mohs es troba entre 1 i 2.
Segons la classificació de Nickel-Strunz, la kastningita pertany a «08.DC: Fosfats, etc, només amb cations de mida mitjana, (OH, etc.):RO₄ = 1:1 i < 2:1» juntament amb els següents minerals: nissonita, eucroïta, legrandita, strashimirita, arthurita, earlshannonita, ojuelaïta, whitmoreïta, cobaltarthurita, bendadaïta, kunatita, kleemanita, bermanita, coralloïta, kovdorskita, ferristrunzita, ferrostrunzita, metavauxita, metavivianita, strunzita, beraunita, gordonita, laueïta, mangangordonita, paravauxita, pseudolaueïta, sigloïta, stewartita, ushkovita, ferrolaueïta, maghrebita, nordgauïta, tinticita, vauxita, vantasselita, cacoxenita, gormanita, souzalita, kingita, wavel·lita, allanpringita, kribergita, mapimita, ogdensburgita, nevadaïta i cloncurryita.

## Formació i jaciments
Va ser descoberta a Silbergrube, a la localitat de Waidhaus, a l'Alt Palatinat (Alemanya). També ha estat descrita a Cotlliure (França), Guarda (Portugal) i als estats nord-americans de Maine i Carolina del Nord.